# Nguyễn Văn Quang (kiểm sát viên)
Nguyễn Văn Quang (sinh năm 1967) là kiểm sát viên cao cấp người Việt Nam. Ông hiện giữ chức vụ Viện trưởng Viện kiểm sát nhân dân thành phố Đà Nẵng. Ông từng là Phó Cục trưởng Cục điều tra Viện kiểm sát nhân dân tối cao Việt Nam, Viện trưởng VKSND tỉnh Quảng Nam.

## Tiểu sử
Nguyễn Văn Quang sinh năm 1967, nguyên quán huyện Quế Sơn, tỉnh Quảng Nam.
Ông có bằng Thạc sĩ luật.
Nguyễn Văn Quang là Đảng viên Đảng Cộng sản Việt Nam.
Ngày 29 tháng 5 năm 2013, Nguyễn Văn Quang, Viện trưởng Viện kiểm sát nhân dân quận Sơn Trà, thành phố Đà Nẵng, được Viện trưởng Viện kiểm sát nhân dân tối cao Việt Nam bổ nhiệm ông giữ chức danh Điều tra viên cao cấp và chức vụ Phó Cục trưởng Cục Điều tra Viện kiểm sát nhân dân tối cao, đại diện tại Miền Trung - Tây Nguyên từ ngày 1 tháng 6 năm 2013 theo Quyết định số 43/QĐ-VKSTC-V9.
Năm 2014, Nguyễn Văn Quang là Phó Cục trưởng Cục điều tra Viện kiểm sát nhân dân tối cao Việt Nam.
Chiều ngày 15 tháng 10 năm 2016, Nguyễn Văn Quang, Phó Cục trưởng Cục điều tra Viện kiểm sát nhân dân tối cao Việt Nam, được Phó viện trưởng Viện trưởng Viện KSND Tối cao Bùi Mạnh Cường trao quyết định luân chuyển và bổ nhiệm giữ chức vụ Viện trưởng Viện kiểm sát nhân dân tỉnh Quảng Nam nhiệm kì 5 năm kể từ ngày 15 tháng 11 năm 2016 theo Quyết định số 46/QĐ-VKSTC, ngày 14/11/2016 của Viện trưởng Viện kiểm sát nhân dân tối cao Việt Nam.
Sáng ngày 19 tháng 10 năm 2017, Nguyễn Văn Quang, Viện trưởng Viện kiểm sát nhân dân tỉnh Quảng Nam, được trao quyết định bổ nhiệm chức danh kiểm sát viên cao cấp.
Tháng 8 năm 2018, Nguyễn Văn Quang là Viện trưởng VKSND tỉnh Quảng Nam.
Ngày 15/5/2022, ông được điều động, bổ nhiệm giữ chức vụ Viện trưởng VKSND thành phố Đà Nẵng.